# 42º parallelo nord
Il 42º parallelo nord è un parallelo situato a 42 gradi nord di latitudine rispetto al piano equatoriale della Terra. La lunghezza di un arco di un grado di longitudine è di 82,851 km.
Partendo dal meridiano zero e dirigendosi ad est, il 42º parallelo nord attraversa i seguenti paesi e mari:

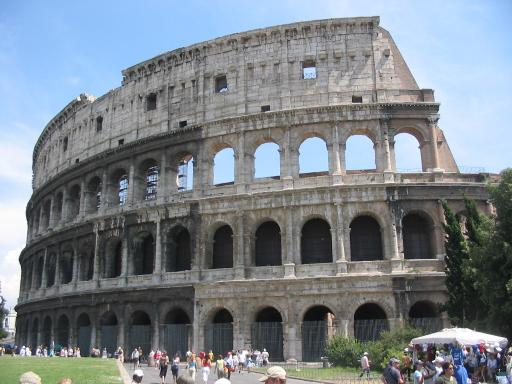
Colosseo, Roma, Italia

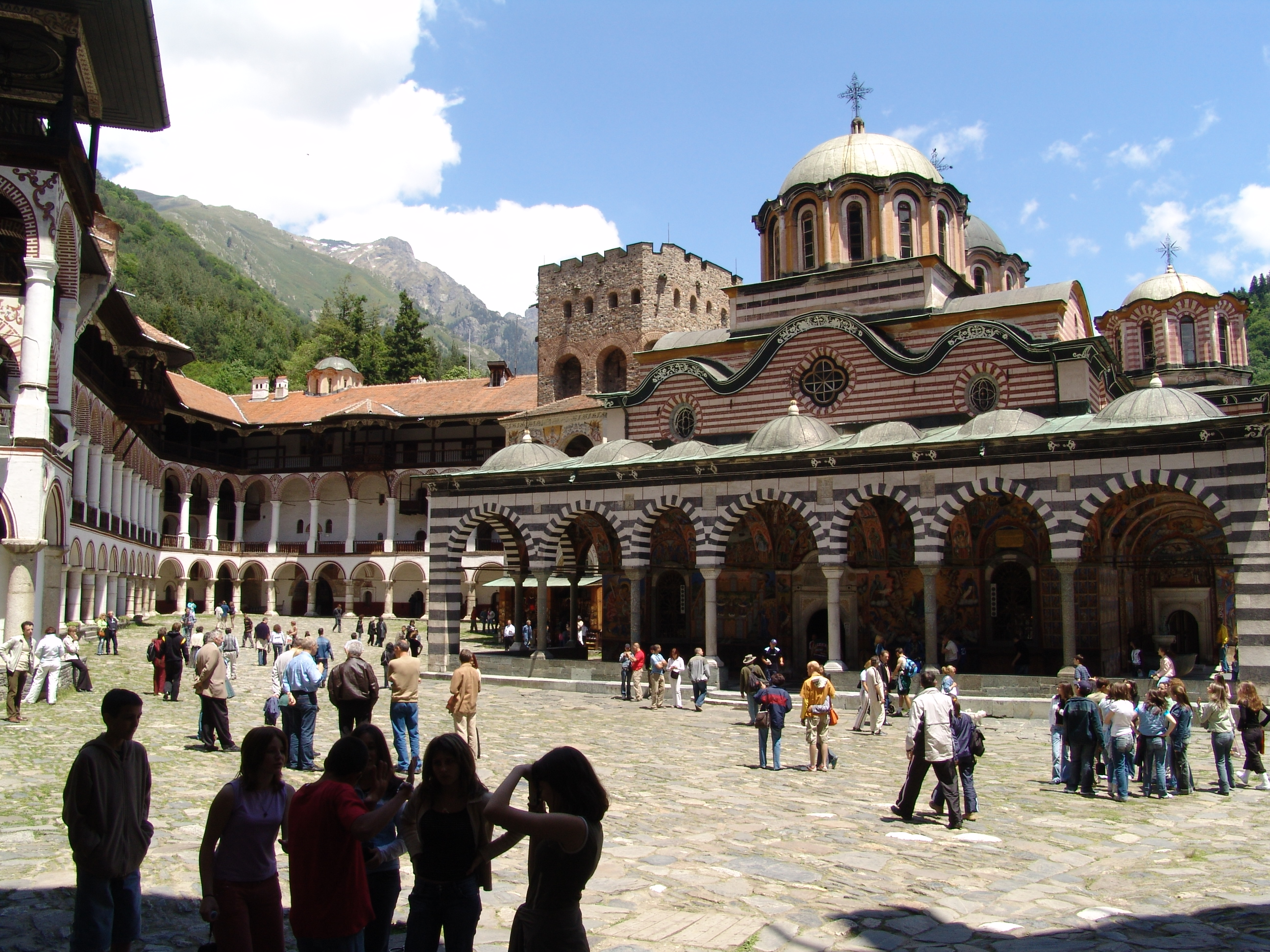
Monastero di Rila, Bulgaria

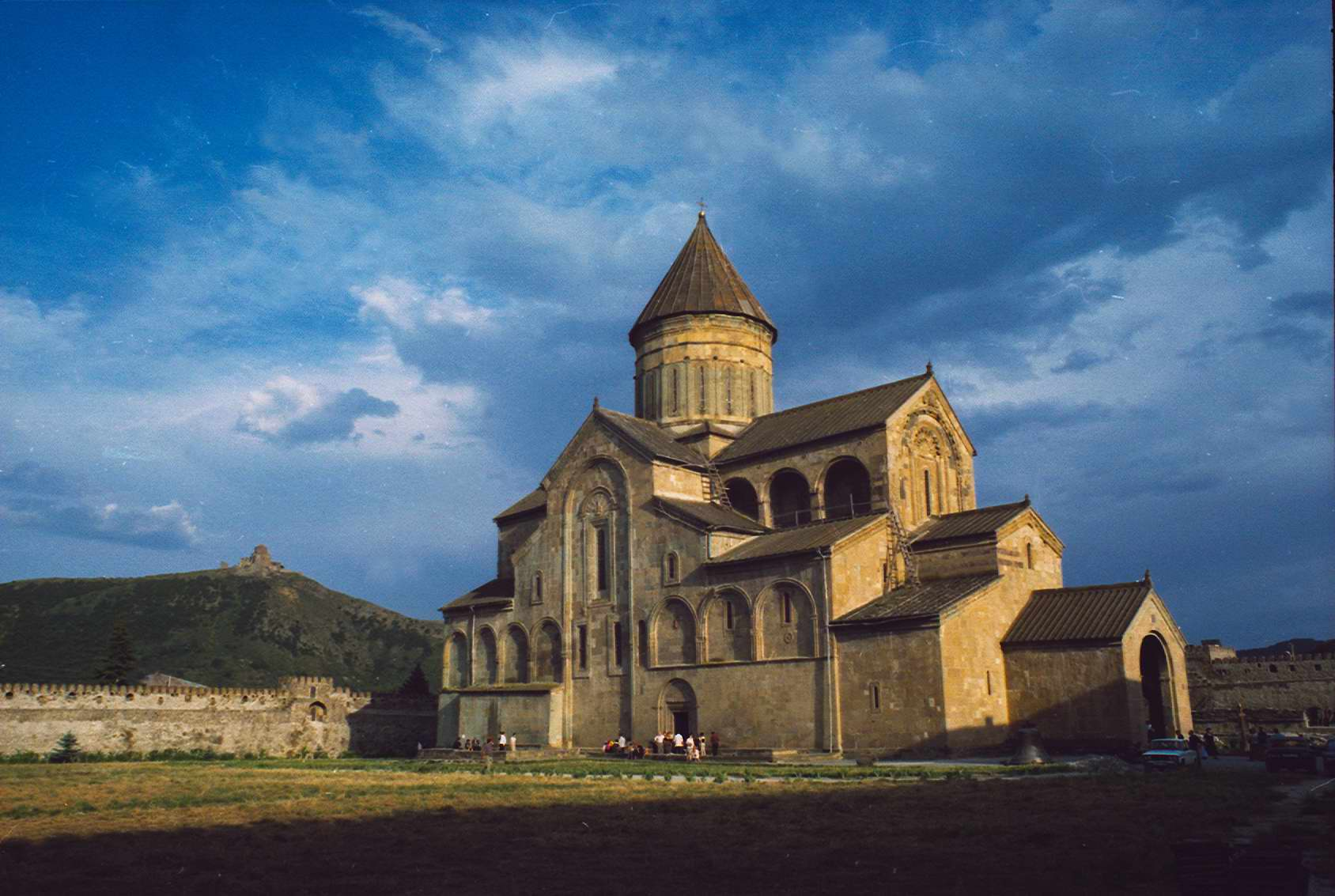
Cattedrale Svetitskhoveli, Mtskheta, Georgia

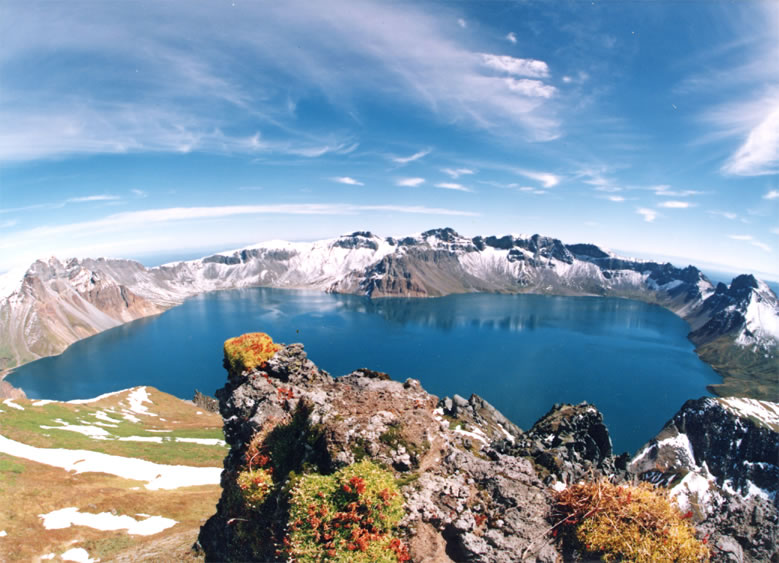
Montagna Baitou, Corea del Nord e Cina

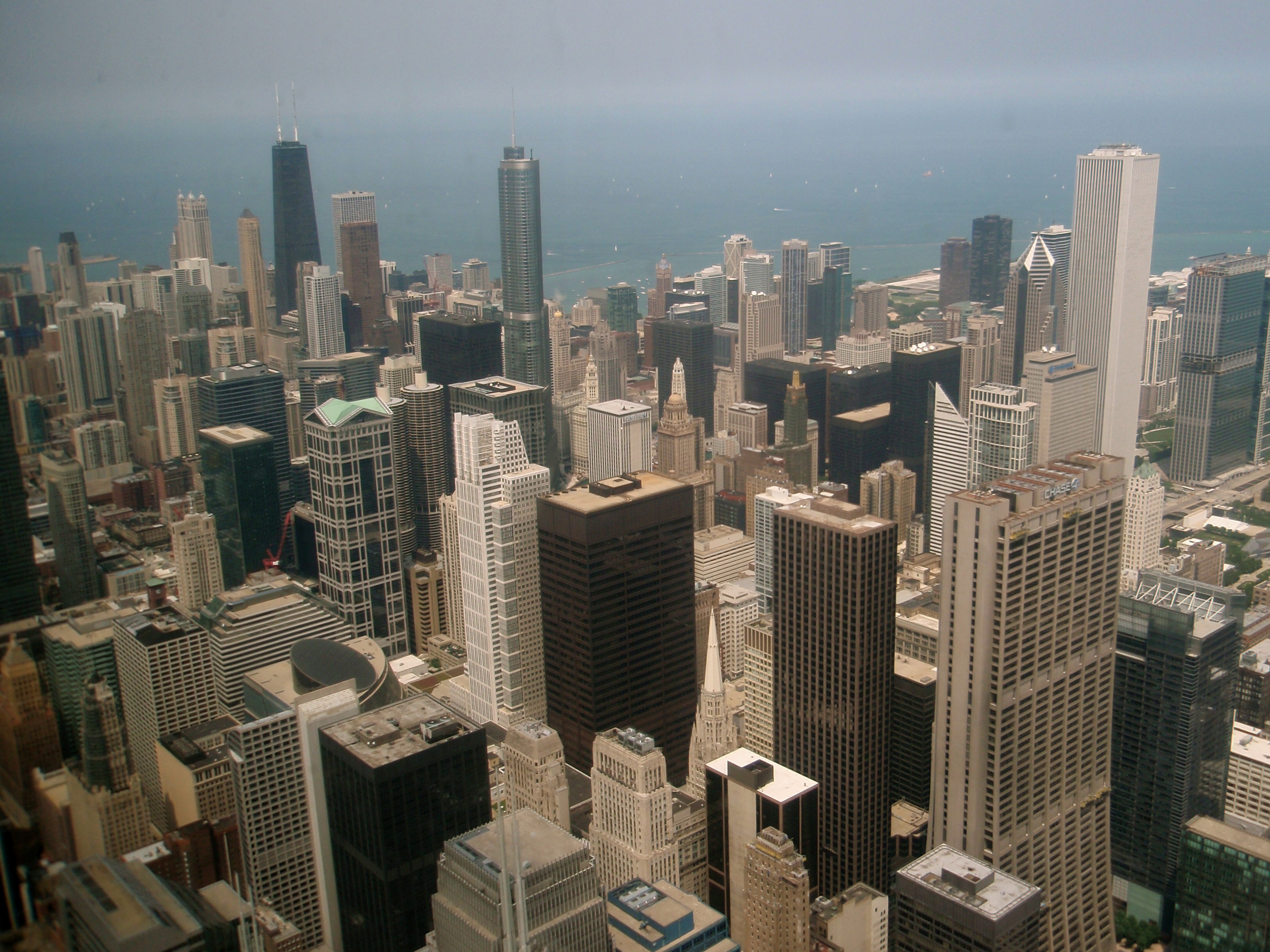
Chicago, Stati Uniti d'America

| Coordinate       | Stato, territorio o mare | Note |
| ---------------- | ------------------------ | --- |
| 42°00′N 0°00′E   | Spagna                   | Passa poco più a nord di Gerona |
| 42°00′N 3°11′E   | Mar Mediterraneo         | |
| 42°00′N 8°39′E   | Francia                  | Corsica |
| 42°00′N 9°27′E   | Mar Mediterraneo         | Mar Tirreno |
| 42°00′N 11°58′E  | Italia                   | |
| 42°00′N 15°00′E  | Mare Adriatico           | |
| 42°00′N 19°09′E  | Montenegro               | |
| 42°00′N 19°23′E  | Albania                  | |
| 42°00′N 20°37′E  | Kosovo                   | Rivendicato dalla Serbia |
| 42°00′N 20°46′E  | Macedonia del Nord       | Passa per Skopje |
| 42°00′N 22°52′E  | Bulgaria                 | |
| 42°00′N 26°56′E  | Turchia                  | |
| 42°00′N 27°25′E  | Bulgaria                 | |
| 42°00′N 27°51′E  | Turchia                  | Per circa 3 km |
| 42°00′N 27°53′E  | Bulgaria                 | |
| 42°00′N 28°02′E  | Mar Nero                 | |
| 42°00′N 33°17′E  | Turchia                  | |
| 42°00′N 33°34′E  | Mar Nero                 | |
| 42°00′N 34°52′E  | Turchia                  | |
| 42°00′N 35°07′E  | Mar Nero                 | |
| 42°00′N 41°45′E  | Georgia                  | |
| 42°00′N 46°05′E  | Russia                   | Daghestan - per circa 2 km |
| 42°00′N 46°07′E  | Georgia                  | Per circa 3 km |
| 42°00′N 46°09′E  | Russia                   | Daghestan |
| 42°00′N 48°20′E  | Mar Caspio               | |
| 42°00′N 52°27′E  | Kazakistan               | |
| 42°00′N 52°48′E  | Turkmenistan             | |
| 42°00′N 54°51′E  | Kazakistan               | |
| 42°00′N 56°00′E  | Uzbekistan               | |
| 42°00′N 57°10′E  | Turkmenistan             | |
| 42°00′N 60°00′E  | Uzbekistan               | |
| 42°00′N 66°00′E  | Kazakistan               | |
| 42°00′N 70°20′E  | Uzbekistan               | |
| 42°00′N 70°50′E  | Kirghizistan             | |
| 42°00′N 79°50′E  | Cina                     | Sinkiang Gansu Mongolia Interna |
| 42°00′N 103°03′E | Mongolia                 | |
| 42°00′N 105°56′E | Cina                     | Mongolia Interna Hebei Mongolia Interna Hebei Mongolia Interna Hebei Mongolia Interna Liaoning Mongolia Interna Liaoning Jilin                     |
| 42°00′N 128°03′E | Corea del Nord           | Passa per la Montagna Baitou |
| 42°00′N 128°29′E | Cina                     | Jilin (per circa 8 km) |
| 42°00′N 128°34′E | Corea del Nord           | |
| 42°00′N 130°02′E | Mar del Giappone         | Passa poco a sud dell'isola di Okushiri, Giappone                                                                                                  |
| 42°00′N 140°07′E | Giappone                 | Hokkaidō |
| 42°00′N 140°53′E | Oceano Pacifico          | |
| 42°00′N 143°09′E | Giappone                 | Hokkaidō |
| 42°00′N 143°15′E | Oceano Pacifico          | |
| 42°00′N 124°13′W | Stati Uniti              | confine Oregon / California confine Oregon / Nevada confine Idaho / Nevada confine Idaho / Utah Wyoming Nebraska Iowa Illinois (passa per Chicago) |
| 42°00′N 87°39′W  | Lago Michigan            | |
| 42°00′N 86°33′W  | Stati Uniti              | Michigan |
| 42°00′N 83°11′W  | Lago Erie                | |
| 42°00′N 82°58′W  | Canada                   | Ontario |
| 42°00′N 82°29′W  | Lago Erie                | |
| 42°00′N 80°26′W  | Stati Uniti              | Pennsylvania confine New York / Pennsylvania New York Connecticut Rhode Island Massachusetts                                                       |
| 42°00′N 70°42′W  | Oceano Atlantico         | Baia di Capo Cod |
| 42°00′N 70°05′W  | Stati Uniti              | Massachusetts (Capo Cod) |
| 42°00′N 70°02′W  | Oceano Atlantico         | |
| 42°00′N 8°53′W   | Spagna                   | |
| 42°00′N 8°39′W   | Portogallo               | |
| 42°00′N 8°07′W   | Spagna                   | |

## Stati Uniti d'America
Il 42º parallelo nord costituisce la maggior parte del confine fra gli stati di New York e Pennsylvania, pur discostandosene localmente a causa di errori di rilevamento compiuti negli anni 1785 e 1786.
Il trattato Adams-Onís del 1819 fissò il 42º parallelo nord come linea di confine fra il vicereame di Spagna e i territori occidentali degli Stati Uniti d'America fra le sorgenti del fiume Arkansas e l'Oceano Pacifico. Quando, nel 1848, i territori dell'allora Messico settentrionale furono ceduti agli Stati Uniti, vennero istituiti gli stati della California, del Nevada e dello Utah che mantennero naturalmente i precedenti confini con gli stati settentrionali di Oregon e Idaho.

## Italia
Per quanto riguarda la penisola italiana, 42º parallelo nord attraversa complessivamente tre regioni, il Molise, l'Abruzzo ed il Lazio, congiungendo l'Adriatico col Tirreno; le città di Termoli e Santa Severa sono prese come riferimento per le due coste.
In dettaglio le province attraversate sono: Campobasso, Chieti, L'Aquila e Roma.
Luoghi interessanti attraversati dal parallelo sono i Monti Gesuiti, il parco nazionale della Majella, la Marsica, la Piana del Fucino, i Monti Simbruini, i Monti Prenestini, i Monti Tiburtini, il parco naturale di Veio, il Gran Sasso. Il parallelo passa poco a nord di Roma, presso Settebagni.